# Cnemidophileurus personatus
Cnemidophileurus personatus är en skalbaggsart som beskrevs av Hermann Julius Kolbe 1910. Cnemidophileurus personatus ingår i släktet Cnemidophileurus och familjen Dynastidae. Inga underarter finns listade i Catalogue of Life.